# Finse
Finse je zaselek in območje v občini Ulvik v norveški administrativni regiji Hordaland. Nahaja se ob železniški prometnici Bergensbanen in ima s svojimi 1222 mnm najvišje ležečo železniško postajo v norveškem železniškem sistemu. Ker ni cestnih povezav, je vlak edino transportno sredstvo, s katerim lahko obiščemo kraj. V času poletja lahko do kraja pešačimo ali kolesarimo. V bližini železniške postaje sta »Rallar museum«, železničarski muzej, ki razstavlja snežne pluge in dvodimenzionalne načrte proge Oslo-Bergen, ob kateri kraj leži, in rudarski muzej.
Pozimi Finse zaživi kot priljubljeno športno središče (tek na smučeh, drsanje na jezeru), v toplejših mesecih pa ponuja možnost kolesarjenja in trekinga. Zahodno od kraja je ledenik Hardangerjøkulen, vzporedno z železniško progo pa se vrstijo jezerca in potoki. Skromno rastlinstvo se omejuje le na mahove, lišaje in trave s posameznimi vrstami visokogorskih rož. 
Marca leta 1979 so v Finseju snemali odlomke filma Vojna zvezd, Epizoda V – Imperij vrača udarec Georgea Lucasa, ker je režiserju pokrajina ustrezala za prikaz ledenega obličja planeta »Hoth«.